# كيسوفيم
كيسوفيم ((بالعبرية: כִּסּוּפִים)، بمعنى توق) Kissufimمستعمرة يهودية في شمال صحراء النقب في فلسطين. موقع الكيبوتس متاخم لقطاع غزة. اعتبارا من عام 2009 يتكون عدد سكانها من حوالي 120 شخصا. أنشئت المستوطنة عام 1951 من قبل أعضاء في حركة الشباب الصهيوني هاجروا من الولايات المتحدة وأمريكا الجنوبية. يعتمد اقتصادها إلى حد كبير على إنتاج الحليب، وتربية الدواجن، وبساتين الحمضيات و الأفوكادو.

## تاريخها
تأسست القرية عام 1951 على يد أعضاء حركة الشباب الصهيونية من الولايات المتحدة وأمريكا الجنوبية. أحد مؤسسيها هم عامي شاول، الذي ولد في مانهاتن عام 1932 (ابن شقيق إسرائيل جليلي ووالد المخرج درور شاؤول). تعد كيسوفيم هي جزء من كتلة شالوم للمستوطنات الإسرائيلية التي تهدف إلى تأمين الحدود الجنوبية لإسرائيل مع قطاع غزة من تسلل الفدائيين الفلسطينيين العديدين. وقامت الحكومة بتمويل غرف خرسانية مسلحة لكل منزل لتكون بمثابة ملاجئ من القنابل. خلال عملية طوفان الاقصى عام 2023، قُتل 8 أشخاص فيها.
في عام 1999، قام درور شاؤول، الذي ولد ونشأ في كيسوفيم، بتصوير فيلم كوميدي ساخر بعنوان "عملية الجدة"، وهو مستوحى من الحياة في الكيبوتس.

## الاقتصاد
يعتمد اقتصاد القرية على مزارع الألبان وتربية الدواجن وبساتين الحمضيات وبستان الأفوكادو الذي يشكل أحد مصادر الدخل الرئيسية فيها. كان لدى كيسوفيم مصنع ينتج الإطارات البلاستيكية للنظارات. تمتلك شركة ألبان كيسوفيم 380 بقرة ويبلغ متوسط إنتاج الحليب 12800 لتر.

## الاثار
تل جمة هو موقع أثري رئيسي يقع على بعد حوالي 5 كيلومترات شرق-شمال شرق كيسوفيم، على الضفة الجنوبية لوادي غزة. في يونيو 1977، اكتشف سائق جرار كان يقوم بإعداد حقل جديد فسيفساء يُعتقد أنها جزء من أرضية كنيسة بيزنطية تعود إلى منتصف القرن السادس. وبحسب علماء الآثار، فقد تم بناؤه على مخطط كاتدرائية مسيحية مبكرة في عهد قسطنطين عام 313 م. يضم كيبوتس كيسوفيم متحفًا للآثار يعرض القطع الأثرية المكتشفة في المنطقة.

## معبر كيسوفيم
كان المعبر القريب المؤدي إلى قطاع غزة، والذي يحمل اسم الكيبوتس، هو الطريق الرئيسي لحركة المرور إلى مستوطنة غوش قطيف الاستيطانية الإسرائيلية. وقد تم إغلاقه بشكل دائم أمام حركة المرور المدنية الإسرائيلية الواردة في 15 أغسطس 2005 كجزء من خطة فك الارتباط. وغادر آخر جندي إسرائيلي قطاع غزة وأغلق البوابة فجر يوم 12 سبتمبر 2005، استكمالاً للانسحاب الإسرائيلي من قطاع غزة.

## شخصينات من كيسوفيم
- أفيهو ميدينا ملحن، موزع، كاتب أغاني ومغني
- Dror Shaul منتج أفلام

## وصلات خارجية
- الموقع الرسمي نسخة محفوظة 15 أبريل 2022 على موقع واي باك مشين. (بالعبرية)
- كيسوفيم مركز معلومات النقب